# Чубковичі
Чубковичі — село в Росії, Брянської Області, Стародубського району, Воронокського сільського поселення

## Географія
Село знаходиться в Росії, Брянській Області, Стародубському муніципальному районі, Воронекському сільському поселенні
Село Чубковичі входило в склад территоріальної одиниці «Кам'янського сільського поселення» до входу «Кам'янського сільського поселення» до складу Воронокського сільського поселення у 2019 році.
Чубковичі розташовані за 16 км від Стародуба (Адміністративного центру Стародубського муніципального району). В селі 9 вулиць.

## Історія
В XVII—XVIII столітті входило до складу (2-ї) полкової сотні Стародубського полка; з 1782 р. по 1929 р. в складі Стародубського Повіту. В кінці XIX ст. Була відкрита перша школа в селі. З 1929 р. по 1960 р. село було — центром Чубковицької сільськради. В 1964 році в склад села ввійшов хутір Грицівка; в 1974 — селища Беров і Пєкушовка. Максимальне число мешканці було в 1926 р. — 1300 осіб.
22 травня 2023 року село було тимчасово зайнято військовими РДК[джерело?].